# Salar Grande (costero)
El Salar Grande está ubicado en la Región de Tarapacá, en la zona costera al norte de la desembocadura del río Loa, y tiene un largo de 40 km, un ancho de entre 5 a 8 km y una profundidad de hasta 160 m rellenos con gruesos granos de sal.: 2, 18  Salar Grande es, de lejos, el más valioso de los depósitos de sal dura (en inglés "rock salt") de alta pureza (99% NaCl) en los Andes centrales y más aún, cercano al puerto de Iquique.: 44 

## Ubicación
El salar limita al norte con el salar del Soronal, al este con bolsones: 57  que bordean la pampa del Tamarugal. Al sur limita con la cuenca inferior del río Loa y al oeste con la cordillera de la Costa
Con seguridad estos yacimientos fueron explotados ya durante la época precolombina, pero solo a partir del siglo xix se explotó en forma sistemática.
El salar esta atravesado por la falla de Atacama. El informe de Salas y Erikson estima que una buena parte de las 800.000 toneladas de sal que se transaban anualmente durante la década de los 1980s en el mercado internacional procedieron del salar Grande.: 42 

## Historia
Luis Risopatrón lo describe brevemente en su Diccionario Jeográfico de Chile de 1924:
Grande (Salar) 21° 00' 70° 00'. Es estenso, no se ha encontrado caliche en él i se halla a unos 20 kilómetros hacia el E de la punta de Lobos. 95, p. 10; 131; i 156; i salina en 97, mapa.